# Mercedes-Benz OM 601/OM 602/OM 603
| Mercedes-Benz          | Mercedes-Benz |
| ---------------------- | --- |
| OM 603 A               | |
| OM 601, OM 602, OM 603 | |
| Hersteller:            | Mercedes-Benz |
| Produktionszeitraum:   | 1983–2002 |
| Bauform:               | Reihenvierzylinder OM 601 Reihenfünfzylinder OM 602 Reihensechszylinder OM 603                                                          |
| Motoren:               | 2,0 (1997 cm³), 2,2 (2197 cm³) und 2,3 Liter (2299 cm³) 2,5 (2497 cm³) und 2,9 Liter (2874 cm³) 3,0 (2996 cm³) und 3,5 Liter (3449 cm³) |
| Vorgängermodell:       | OM 615 (4-Zylinder) OM 616 (4-Zylinder) OM 617 (5-Zylinder)                                                                             |
| Nachfolgemodell:       | OM 604 (4-Zylinder) OM 605 (5-Zylinder) OM 606 (6-Zylinder)                                                                             |

Der OM 601 von Mercedes-Benz ist ein Vierzylinder-Dieselmotor mit Vorkammereinspritzung, der 1983 im Mittelklasse-Modell 190 D vorgestellt wurde. Der Reihenmotor ist technisch eng verwandt mit den Fünf- und Sechszylinder-Derivaten OM 602 und OM 603, die auch in der Baureihe 124 (Vorgänger der heutigen E-Klasse) zum Einsatz kamen.

## Technik
Der Motorblock ist aus Grauguss gefertigt, wie beim Vorgänger mit trockenen Zylinderlaufbuchsen aus Schleuderguss, und der Zylinderkopf aus Leichtmetall. Eine Duplex-Steuerkette treibt die Reiheneinspritzpumpe von Bosch und eine obenliegende Nockenwelle an, die pro Zylinder zwei Ventile über Tassenstößel mit hydraulischem Ventilspielausgleich betätigt. Die Gemischaufbereitung erfolgt in Vorkammern mit Kugelköpfen, Stabglühkerzen und Flächenzapfen-Einspritzdüsen.
Der OM 601 ist nicht nur wesentlich kompakter als sein Vorgänger OM 615, sondern auch deutlich leichter. Gegenüber den vorherigen Baureihen ist der Motorblock moderner gestaltet, mit mehr Versteifungsrippen und dünneren Wänden, die über die Kurbelwellenmitte heruntergezogen sind. Der OM 601 ist gegenüber dem OM 615 um 49 kg leichter ausgeführt (mit Öl und Kühlmittel). Darüber hinaus bietet er ein höheres Drehmoment und eine höhere Spitzenleistung bei gleichzeitig niedrigerem Kraftstoffverbrauch und Schadstoffausstoß.
Die Motoren OM 602 und OM 603 unterscheiden sich vom OM 601 nur durch die größere Zylinderzahl. Alle Grundabmessungen sowie auch Zylinderbohrung und Hub sind gleich (ausgenommen die Versionen mit größerem Hubraum). Sie haben zudem eine identische Literleistung und nahezu den gleichen Verlauf der Drehmomentkurve. Sämtliche Kolben, Pleuel, Vorkammern und Einspritzdüsen sind baugleich.
Die drei Motoren sind vom Serienbeginn an mit einem so genannten Serpentinentrieb ausgestattet: Die Nebenaggregate (Lüfter, Wasserpumpe, Lichtmaschine, Lenkungs-Servopumpe und ggfs. Klimaanlage) werden von einem Keilrippenriemen mit automatischer Spannvorrichtung anstatt von mehreren Keilriemen angetrieben.
Durch eine motorferne Kapselung sind die Geräuschemissionen der mit den neuen Motoren ausgestatteten Fahrzeuge besonders gering; weniger als halb so laut wie vergleichbare Antriebe.
Bemerkenswert ist darüber hinaus die thermostatgesteuerte Kraftstoffvorwärmung durch einen Kühlmittel-Kraftstoff-Wärmetauscher, über die viele Motoren der Reihe OM 601 bis OM 603 verfügen. Dadurch ist auch bei winterlichen Verhältnissen ein Zusetzen des Kraftstofffilters mit festen Ausflockungen aus dem Dieselkraftstoff nahezu ausgeschlossen.
Die Motoren OM 601 bis 603 mit den robusten Bosch Reiheneinspritzpumpen (R-ESP) können nicht nur mit Biodiesel, sondern auch ohne größere Umbauten mit Pflanzenöl (etwa Rapsöl) betrieben werden. Der Einspritzförderbeginn sollte dann dem zäheren Kraftstoff angepasst werden, wodurch ein zuverlässiger Betrieb bis +5 °C gewährleistet wird.

## Geschichte
Der OM 601 wurde im Jahr 1983 in der Baureihe 190 D vorgestellt. Ab 1984 wurde er auch in der Baureihe 124 eingebaut. Hier wurden zusätzlich die größeren Varianten OM 602 und OM 603 eingesetzt, die die Modelle 200 D, 250 D und 300 D antrieben und damit die Vorgänger OM 615, OM 616 und OM 617 ablösten.

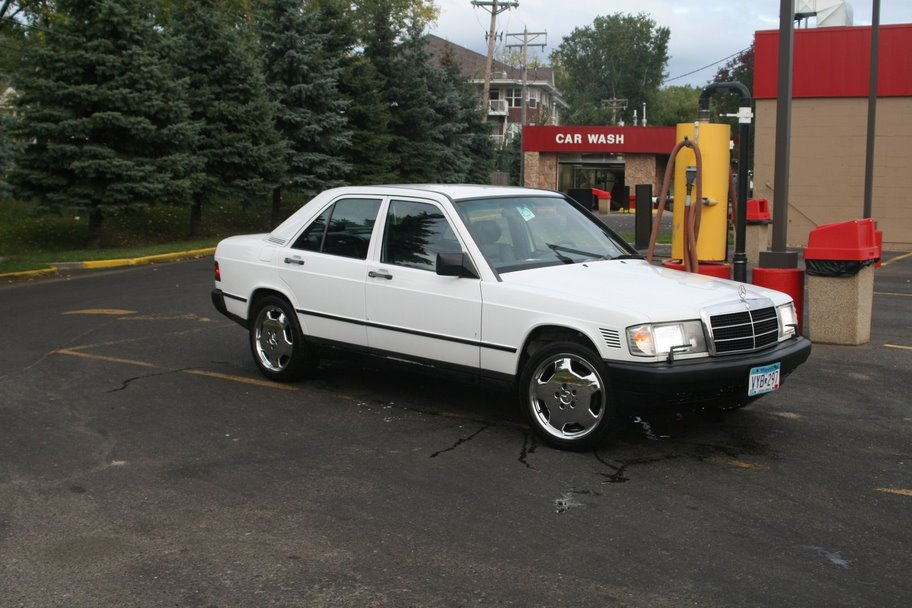
Sechs "Kiemenschlitze" Fünfzylinder-Turbo W201 US-Version

Anfangs waren alle Motoren dieser Baureihe nur als Saugmotor verfügbar, später kamen Varianten mit Turboaufladung hinzu, in den PKW der Baureihen W124 und W201. Dadurch musste die Ansaugluft einen anderen Weg als üblich nehmen, durch den Turbolader. Die normalerweise verbaute Luftführung im Motorraum durch die Kühlermaske war dafür ungünstig. Ein junger Entwicklungsingenieur regte an, zu dem auffälligen Merkmal der „Kiemenschlitze“ im vorderen rechten Kotflügel zu greifen. Beim 190 D 2.5 Turbo-Fünfzylinder wurden sechs Kiemenschlitze eingefügt; beim größeren Mercedes 300 D Turbo-Sechszylinder waren es fünf, jeweils im rechten vorderen Kotflügel vor dem Radausschnitt. Der kleinere Motor leistet mit Turboaufladung 90 bzw. 93 kW (122 bzw. 126 PS), der große Dreiliter zunächst 105 kW (143 PS), später 108 kW (147 PS). Später wurden auch Saugdieselmodelle mit Kiemen ausgeliefert.
Für den Einsatz in Transportern (T 1) und als Industriemotor waren Versionen mit 15 % mehr Hubvolumen erhältlich. Der Sechszylindermotor OM 603 mit Turboaufladung wurde für die USA zudem auch in den PKW der S-Klasse Baureihe 126 verbaut. Später wurde er mit vergrößertem Hubraum (3,5 l) in der Baureihe W126 und in der nachfolgenden Baureihe 140 eingesetzt.
Im Rahmen des Entwicklungsprogramms „Diesel '89“ wurden sämtliche Motoren der Baureihen OM 601 bis 603 modifiziert. Die Partikelemissionen wurden durch Verbesserung des Verbrennungsablaufs um etwa 40 Prozent reduziert. Dadurch arbeiteten sie nun praktisch rauchfrei und erfüllten auch ohne Rußpartikelfilter die strikten Partikelgrenzwerte in den USA. Dieser Erfolg wurde durch eine neu konstruierte Vorkammer mit Schrägeinspritzung erreicht, die eine effizientere Verbrennung gewährleistet. Außerdem erhielten die Einspritzpumpen aller Diesel-Saugmotoren eine Höhenkorrekturdose, um die Emissionen auch bei Höhenbetrieb niedrig zu halten. Durch diese Modifikationen wurde auch die Leistung geringfügig gesteigert. Ein optional angebotener Oxidationskatalysator, der mit einer Abgasrückführung gekoppelt wurde, reduzierte die Abgasemissionen weiter.

## Direkteinspritzer OM 602DE29LA

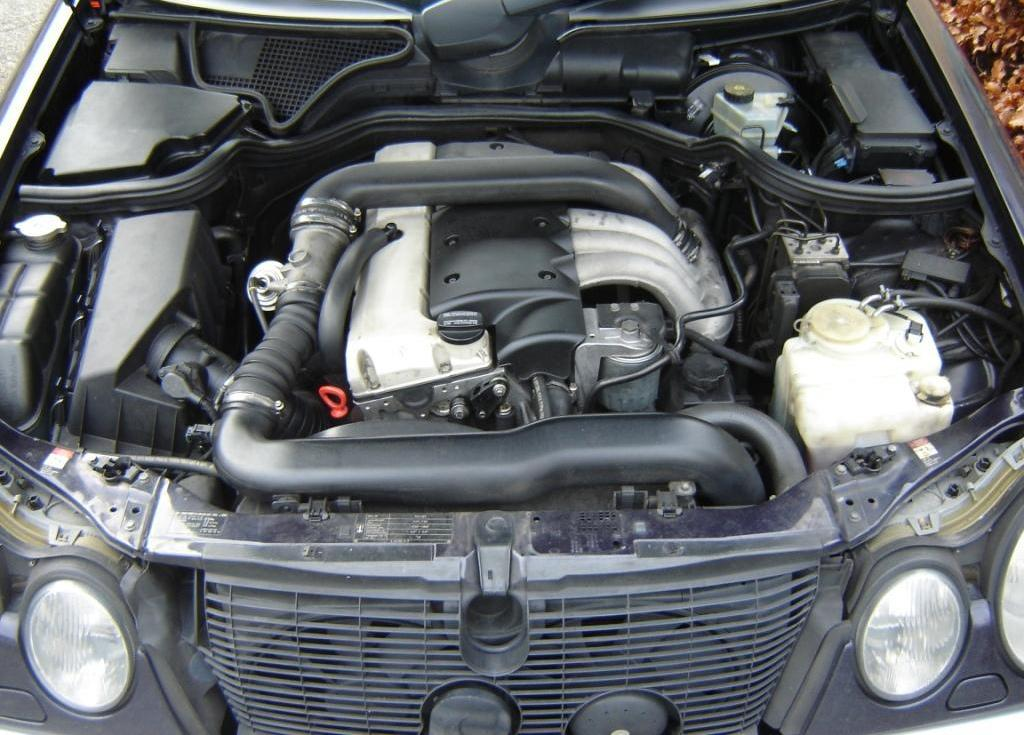
OM 602.982 im E 290 Turbodiesel (W 210)

Im Laufe der Zeit wurden die Motoren dieser Serie modernisiert und ab 1993 sukzessive durch die Typen OM 604, OM 605 und OM 606 mit vier Ventilen je Zylinder abgelöst, die es teils auch mit Turbolader gab. Die bewährte Vorkammereinspritzung wurde jedoch weiterhin beibehalten, mit Ausnahme des E 290 Turbodiesel der Fahrzeugbaureihe 210 und des T1N (Sprinter). Dieser verfügte über eine Direkteinspritz-Variante des OM 602 mit EDC-Verteilereinspritzpumpe von Bosch.
Eine Ausnahmestellung nimmt der Fünfzylinder Motortyp OM 602 DE 29 LA (OM 602.982) mit 2,9 Liter Hubraum ein. Er wurde in den Anfangsjahren der E-Klasse Baureihe 210 und im T1N (Sprinter) mit Turboaufladung und Ladeluftkühlung verbaut. Dies war der erste Mercedes-Benz-Pkw-Dieselmotor mit Direkteinspritzung, allerdings noch ohne Common-Rail-System (CDI) und Vierventiltechnik. Trotz Piloteinspritzung und sehr zurückhaltender Leistungsauslegung hatte der Motor das typische laute Geräuschbild eines Direkteinspritzers der ersten Generation. Zur Minderung des Geräuschpegels war eine deutlich umfangreichere Dämmung als zuvor notwendig.
Verbaut wurde der Motor in der E-Klasse Baureihe 210 mit 95 kW (129 PS), in der G-Klasse mit 88 kW (120 PS), im Sprinter-Kleintransporter mit 90 kW (122 PS), im Unimog U90 (408) und UX100 (409) sowie im Transporter Vario (Modellbezeichnungen 512D, 612D und 812D).

## Lizenzbau OM 662

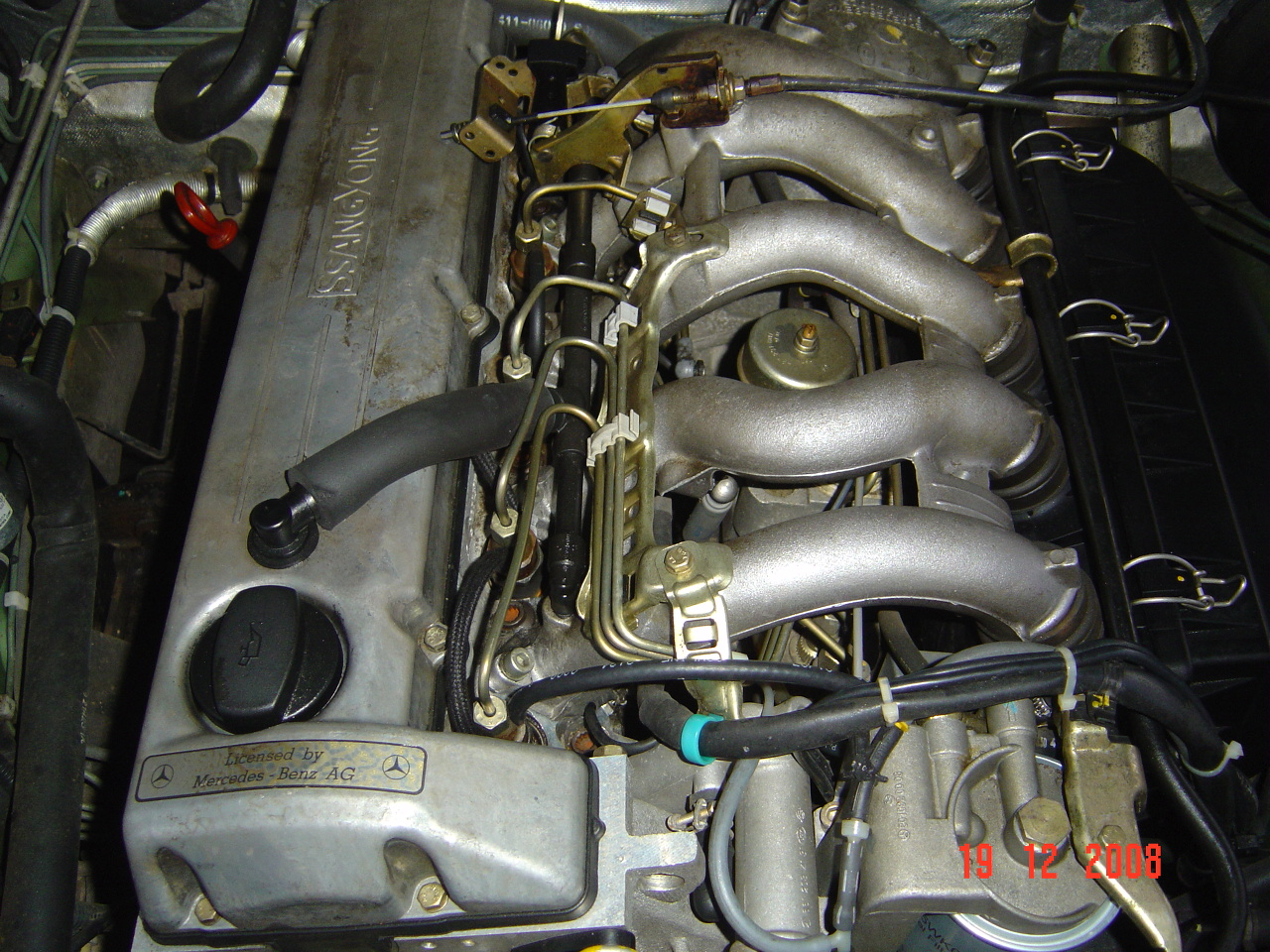
OM 662

Für die SsangYong Motor Company in Korea wurde für deren Modelle Musso, Korando und Rexton ein weiterer Ableger dieses Motors entwickelt, der von Ssangyong selbst in Lizenz hergestellt wurde. Er basiert auf dem OM 602 DE 29 LA, wurde aber auf Vorkammereinspritzung zurückgerüstet und bekam so den Namen OM 662. Dieser Motor wurde nicht von Mercedes-Benz selbst verwendet, jedoch wird er dort im Ersatzteilprogramm geführt. Der Motor wurde mit 88 kW (120 PS) und ohne Turbolader mit 70–72 kW (95–98 PS) angeboten.
Ab 2004 modifizierte SsangYong den Motor in Eigenregie: Er wurde auf 2696 cm³ reduziert (86,2 × 92,4) und auf Vierventiltechnik inklusive Common-Rail-Direkteinspritzung umgestellt. So leistete der Motor nun 121 kW (165 PS) und verfügt über ein Drehmoment von 340 Nm in einem Drehzahlband von 1800–3250/min.

## Daten

### Vierzylinder
| Verkaufsbezeichnung                            | Motortyp       | Aufladung       | Baumuster | Leistung bei (1/min)   | Drehmoment bei (1/min) | Bauzeit                                   |
| ---------------------------------------------- | -------------- | --------------- | --------- | ---------------------- | ---------------------- | ----------------------------------------- |
| Hubraum: 1997 cm³, Bohrung × Hub: 87 × 84 mm   |                |                 |           |                        |                        |                                           |
| 190 D (W 201)                                  | OM 601 D 20    | –               | 601.911   | 53 kW (72 PS) bei 4600 | 123 Nm bei 2800        | 1983–1989                                 |
| 190 D (W 201)                                  | OM 601 D 20    | –               | 601.911   | 55 kW (75 PS) bei 4600 | 126 Nm bei 2700–3550   | 1989–1993                                 |
| 200 D (W/S 124)                                | OM 601 D 20    | –               | 601.912   | 53 kW (72 PS) bei 4600 | 123 Nm bei 2800        | 1985–1989                                 |
| 200 D, E 200 Diesel (W/S 124)                  | OM 601 D 20    | –               | 601.912   | 55 kW (75 PS) bei 4600 | 126 Nm bei 2700–3550   | 1989–1995                                 |
| C 200 Diesel (W 202)                           | OM 601 D 20    | –               | 601.913   | 55 kW (75 PS) bei 4600 | 130 Nm bei 2000–3600   | 1993–1995                                 |
| Hubraum: 2197 cm³, Bohrung × Hub: 87 × 92,4 mm |                |                 |           |                        |                        |                                           |
| 190 D 2.2 (W 201)                              | OM 601 D 22    | –               | 601.921   | 54 kW (73 PS) bei 4200 | 130 Nm bei 2800        | 1983–1985                                 |
| Hubraum: 2299 cm³, Bohrung × Hub: 89 × 92,4 mm |                |                 |           |                        |                        |                                           |
| 208 D (601), 308 D (602), 408 D (611) (T 1)    | OM 601 D 23    | –               | 601.940   | 58 kW (79 PS) bei 3800 | 157 Nm bei 2000–2800   | 1988–1995                                 |
| 208 D (601), 308 D (602), 408 D (611) (T 1)    | OM 601 D 23    | –               | 601.940   | 60 kW (82 PS) bei 4000 | 157 Nm bei 2000–2800   | 1988–1995 (Modelle mit Automatikgetriebe) |
| Vito 108 D (W 638)                             | OM 601 D 23    | –               | 601.942   | 58 kW (79 PS) bei 3800 | 152 Nm bei 2300–3000   | 1996–1999                                 |
| Sprinter 208 D, 308 D, 408 D (W 901–905)       | OM 601 D 23    | –               | 601.943   | 58 kW (79 PS) bei 3800 | 152 Nm bei 2300–3000   | 1995–2000                                 |
| Vito 110 D, V 230 Turbodiesel (W 638)          | OM 601 D 23 LA | Abgasturbolader | 601.970   | 72 kW (98 PS) bei 3800 | 230 Nm bei 1700        | 1996–1999                                 |

### Fünfzylinder
| Verkaufsbezeichnung                            | Motortyp        | Aufladung       | Baumuster        | Leistung bei (1/min)    | Drehmoment bei (1/min) | Bauzeit                                          |
| ---------------------------------------------- | --------------- | --------------- | ---------------- | ----------------------- | ---------------------- | ------------------------------------------------ |
| Hubraum: 2497 cm³, Bohrung × Hub: 87 × 84 mm   |                 |                 |                  |                         |                        |                                                  |
| 250 GD (W 460)                                 | OM 602 D 25     | –               | 602.930          | 62 kW (84 PS) bei 4600  | 154 Nm bei 2200–2800   | 1987–1992                                        |
| 250 GD Wolf (W 461)                            | OM 602 D 25     | –               | 602.939          | 68 kW (92 PS) bei 4600  | 158 Nm bei 2200–3100   | 1992–2000                                        |
| 250 GD (W 462)                                 | OM 602 D 25     | –               | 602.931          | 69 kW (94 PS) bei 4600  | 158 Nm bei 2600–3100   | 1990–1992                                        |
| 190D 2.5 (W 201)                               | OM 602 D 25     | –               | 602.911          | 66 kW (90 PS) bei 4600  | 154 Nm bei 2800        | 1985–1989                                        |
| 190D 2.5 (W 201)                               | OM 602 D 25     | –               | 602.911          | 69 kW (94 PS) bei 4600  | 156 Nm bei 2600–3100   | 1989–1993                                        |
| 190D 2.5 (W 201)                               | OM 602 D 25     | –               | 602.911          | 66 kW (90 PS) bei 4600  | 154 Nm bei 2600–3000   | 1990–1993 (Ausführung mit Oxidationskatalysator) |
| 250 D (W/V/S/F/VF 124)                         | OM 602 D 25     | –               | 602.912          | 66 kW (90 PS) bei 4600  | 154 Nm bei 2800        | 1985–1989                                        |
| 250 D (W/V/S/F/VF 124)                         | OM 602 D 25     | –               | 602.912          | 69 kW (94 PS) bei 4600  | 156 Nm bei 2600–3100   | 1989–1993                                        |
| 250 D (W/V/S/F/VF 124)                         | OM 602 D 25     | –               | 602.912          | 66 kW (90 PS) bei 4600  | 154 Nm bei 2600–3000   | 1990–1993 (Ausführung mit Oxidationskatalysator) |
| 190 D 2.5 Turbo (W 201)                        | OM 602 D 25 A   | Abgasturbolader | 602.961          | 90 kW (122 PS) bei 4600 | 225 Nm bei 2400        | 1986–1988                                        |
| 190 D 2.5 Turbo (W 201)                        | OM 602 D 25 A   | Abgasturbolader | 602.961          | 93 kW (126 PS) bei 4600 | 231 Nm bei 2800        | 1988–1993                                        |
| 250 D Turbo, E 250 Turbodiesel (W/S/F/VF 124)  | OM 602 D 25 A   | Abgasturbolader | 602.962          | 93 kW (126 PS) bei 4600 | 231 Nm bei 2800        | 1988–1996                                        |
| Hubraum: 2874 cm³, Bohrung × Hub: 89 × 92,4 mm |                 |                 |                  |                         |                        |                                                  |
| 290 GD (W 461)                                 | OM 602 D 29     | –               | 602.942, 602.946 | 70 kW (95 PS) bei 4000  | 192 Nm bei 2300        | 1992–1997                                        |
| 290 GD (W 461)                                 | OM 602 D 29     | –               | 602.947          | 72 kW (98 PS) bei 4000  | 192 Nm bei 2400–2600   | 1992–1997                                        |
| 210 D / 310 D / 410 D (T 1)                    | OM 602 D 29     | –               | 602.940          | 70 kW (95 PS) bei 3800  | 192 Nm bei 2400–2600   | 1989–1995                                        |
| 210 D / 310 D / 410 D (T 1)                    | OM 602 D 29     | –               | 602.940          | 72 kW (98 PS) bei 3800  | 192 Nm bei 2400–2600   | 1989–1995 (Modelle mit Automatikgetriebe)        |
| Sprinter 210 D / 310 D / 410 D (W 901–905)     | OM 602 DE 29 LA | Abgasturbolader | 602.980          | 75 kW (102 PS) bei 3400 | 250 Nm bei 2000        | 1997–2000                                        |
| 290 GD Turbo (W 461)                           | OM 602 DE 29 LA | Abgasturbolader | 602.983          | 88 kW (120 PS) bei 3800 | 280 Nm bei 1900–2300   | 1997–2001                                        |
| Sprinter 212 D / 312 D / 412 D (W 901–905)     | OM 602 DE 29 LA | Abgasturbolader | 602.980          | 90 kW (122 PS) bei 3800 | 280 Nm bei 2000–2300   | 1995–2000                                        |
| Vario 512 D / 612 D / 812 D (Vario)            | OM 602 DE 29 LA | Abgasturbolader | 602.984, 602.985 | 90 kW (122 PS) bei 3800 | 280 Nm bei 2000–2300   | 1996–2002                                        |
| E 290 Turbodiesel (W/S 210)                    | OM 602 DE 29 LA | Abgasturbolader | 602.982          | 95 kW (129 PS) bei 4000 | 300 Nm bei 1800–2400   | 1996–1999                                        |

### Sechszylinder
| Verkaufsbezeichnung                            | Motortyp      | Aufladung       | Baumuster | Leistung bei (1/min)     | Drehmoment bei (1/min) | Bauzeit                                          |
| ---------------------------------------------- | ------------- | --------------- | --------- | ------------------------ | ---------------------- | ------------------------------------------------ |
| Hubraum: 2996 cm³, Bohrung × Hub: 87 × 84 mm   |               |                 |           |                          |                        |                                                  |
| 300 GD, G 300 Diesel (W 463)                   | OM 603 D 30   | –               | 603.931   | 83 kW (113 PS) bei 4600  | 191 Nm bei 2700–2900   | 1990–1994                                        |
| 300 D (W/S 124)                                | OM 603 D 30   | –               | 603.912   | 80 kW (109 PS) bei 4600  | 185 Nm bei 2800        | 1985–1989                                        |
| 300 D (W/S 124)                                | OM 603 D 30   | –               | 603.912   | 81 kW (110 PS) bei 4600  | 191 Nm bei 2800–3050   | 1989–1993                                        |
| 300 D (W/S 124)                                | OM 603 D 30   | –               | 603.912   | 83 kW (113 PS) bei 4600  | 191 Nm bei 2800–3050   | 1991–1993 (Ausführung mit Oxidationskatalysator) |
| 300 D Turbo, E 300 Turbodiesel (W/S 124)       | OM 603 D 30 A | Abgasturbolader | 603.962   | 105 kW (143 PS) bei 4600 | 267 Nm bei 2400        | 1986–1988                                        |
| 300 D Turbo, E 300 Turbodiesel (W/S 124)       | OM 603 D 30 A | Abgasturbolader | 603.962   | 108 kW (147 PS) bei 4600 | 273 Nm bei 2400        | 1988–1996                                        |
| 300 SDL Turbo (V 126)                          | OM 603 D 30 A | Abgasturbolader | 603.961   | 110 kW (150 PS) bei 4600 | 273 Nm bei 2400        | 1985–1987                                        |
| Hubraum: 3449 cm³, Bohrung × Hub: 89 × 92,4 mm |               |                 |           |                          |                        |                                                  |
| 350 GD Turbo, G 350 Turbodiesel (W 463)        | OM 603 D 35 A | Abgasturbolader | 603.972   | 100 kW (136 PS) bei 4000 | 305 Nm bei 1800        | 1992–1997                                        |
| 350 SD/SDL Turbo (W/V 126)                     | OM 603 D 35 A | Abgasturbolader | 603.970   | 100 kW (136 PS) bei 4000 | 310 Nm bei 2000        | 1990–1991                                        |
| 300 SD Turbo, S 350 Turbodiesel (W 140)        | OM 603 D 35 A | Abgasturbolader | 603.971   | 110 kW (150 PS) bei 4000 | 310 Nm bei 2000        | 1991–1996                                        |